# Минимал-техно
Минимал-техно (англ. minimal techno) — поджанр техно, характеризующийся минимализмом, упрощённой структурой, повторением и замедленной развитием. Считается, что поджанр был изначально создан в начале 1990-х годов продюсерами из Детройта Робертом Худом и Дэниелом Беллом.
К началу 2000-х термин «minimal» обычно описывал стиль техно, который был популяризирован в Германии такими лейблами, как Kompakt, Perlon и M-nus Ричи Хоутина.

## Происхождение

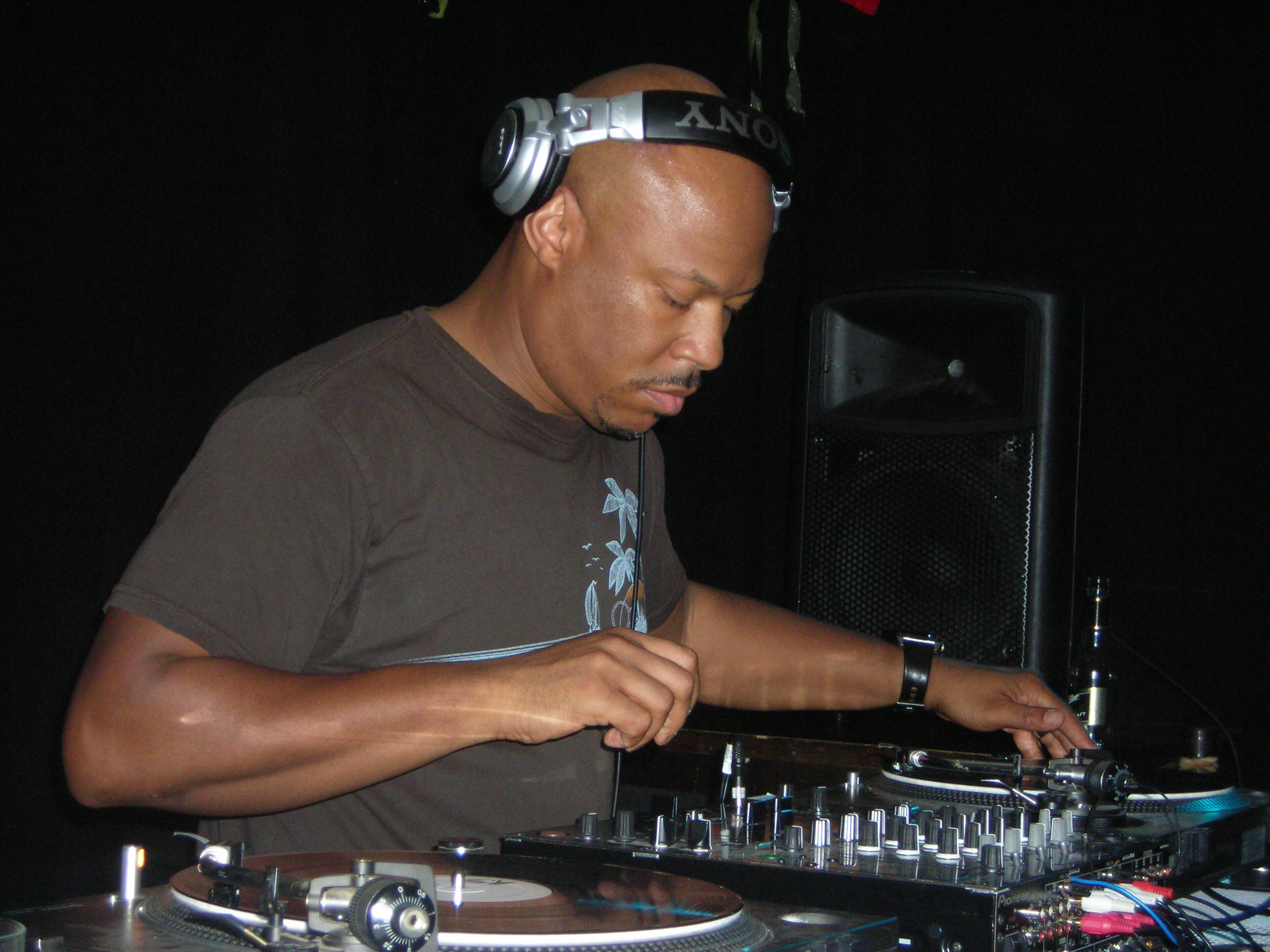
Роберт Худ в 2009

Минимал-техно впервые появилось в начале 1990-х годов. Развитие стиля часто приписывают так называемой «второй волне» американских продюсеров, ассоциирующихся с детройт-техно. По словам Деррика Мея, «в то время как артисты первой волны наслаждались своим ранним глобальным успехом, техно также вдохновляло многих перспективных диджеев и бедрум-продюсеров в Детройте». В это молодое поколение входили такие продюсеры, как Ричи Хоутин, Дэниел Белл, Роберт Худ, Джефф Миллз, Карл Крейг, Кенни Ларкин и Майк Бэнкс. Творчество многих из этих артистов со временем стало ориентироваться на минимализм.
Описывая ситуацию начала 1990-х, Роберт Худ заявил, что техно становилось слишком «рейвовым», а увеличение музыкального темпа привело к появлению габбера. Техно с элементами соула, характерное для оригинального детройтского звучания, исчезло. По словам Роберта Худа, они с Дэниелем Беллом поняли, что в эпоху эпоху пост-рейва техно стало чего-то не хватать, что важные черты оригинального звучания были утрачены. Худ утверждал, что «жанр звучал великолепно с точки зрения продюсирования, но в старой структуре присутствовала некоторая „грязь“. Люди жаловались, что из техно пропал фанк, пропали чувства, и простым выходом было добавить в микс вокал и немного клавишных, чтобы заполнить эмоциональный пробел. Я же подумал, что пришло время вернуться к первоначальному андеграунду».
Звучание минимал-техно, появившееся в это время, было определено Робертом Худом как «базовый, упрощённый, сырой звук. Только барабаны, басовые партии и фанковые грувы, и только необходимое. Необходимый минимум для того, чтобы заставить людей двигаться. Я начал смотреть на это как на науку, искусство заставлять людей двигать задницами, обращаясь к их сердцу, разуму и душе. Это проникновенный ритмичный звук техно». Дэниел Белл прокомментировал, что ему не нравился минимализм в художественном смысле этого слова, считая его слишком «вычурным».

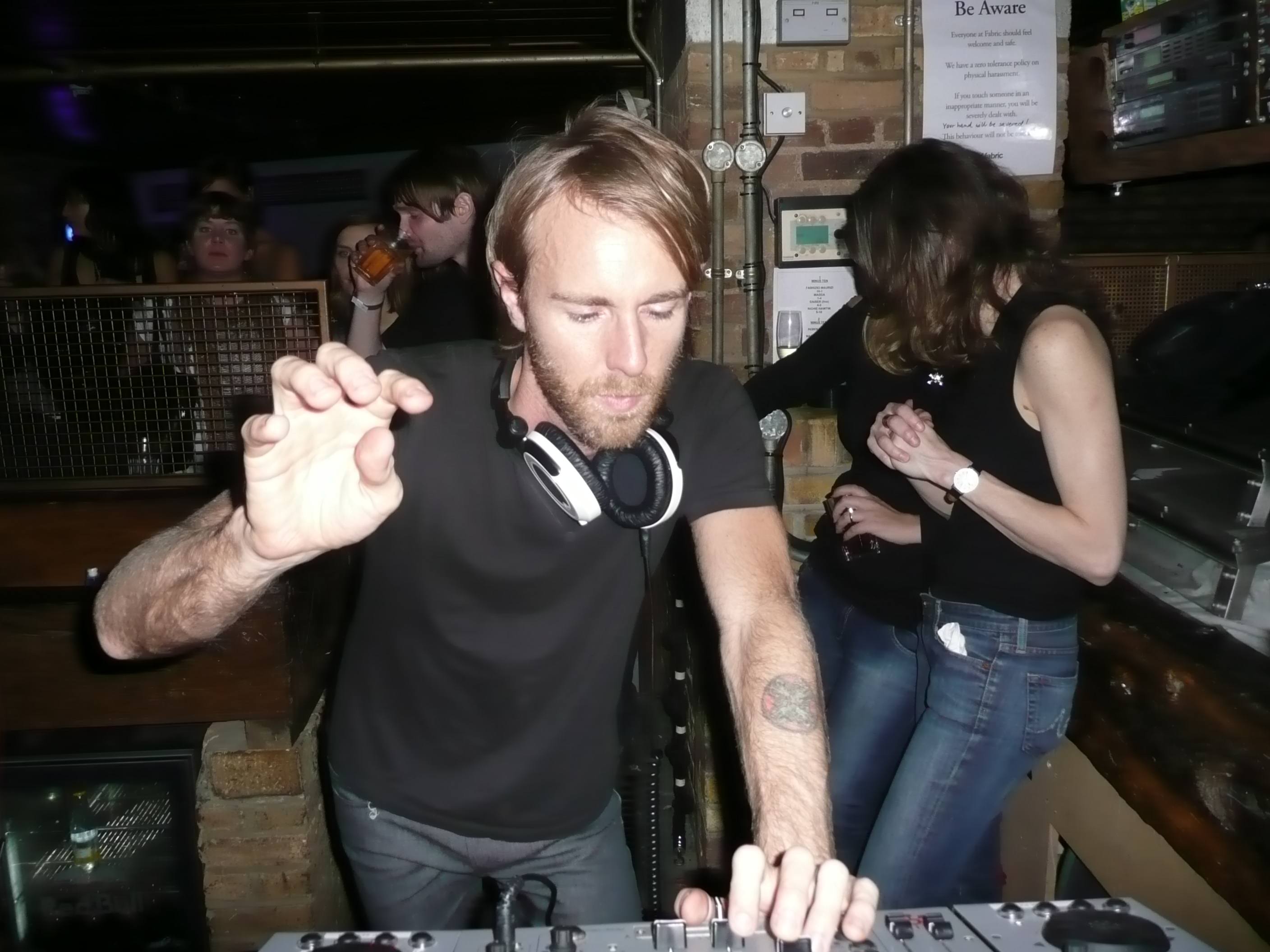
Ричи Хоутин в клубе Fabric

В книге Audio Culture: Readings in Modern Music (2004) музыкальный журналист Филип Шерберн утверждает, что, как и большинство современной электронной танцевальной музыки, минимал-техно уходит своими корнями в знаковые работы таких пионеров, как Kraftwerk, Деррик Мэй и Хуан Аткинс. Поджанр фокусируется на «ритме и повторении вместо мелодии и линейной прогрессии», сродни классической минималистской музыке и полиритмической африканской музыкальной традиции, послуживших источниками вдохновения для жанра. К 1994 году, по словам Шерберна, термин «минимализм» использовался для описания «любой упрощённой, кислотной музыки, выделившейся из детройт-техно».
Писатель из Лос-Анджелеса Дэниел Чемберлин приписывает происхождение минимал-техно немецким продюсерам Basic Channel. Чемберлин проводит параллели между постановками Ричи Хоутина, Вольфганга Фойгта и Surgeon с техниками фазовой музыки, используемыми американским композитором-минималистом Стивеном Райхом. Среди других повлиявших на жанр явлений Чемберлин выделяет использование синусоидального дроуна композитором-минималистом Ла Монте Янгом и повторяющиеся паттерны «In C» композитора-минималиста Терри Райли. Шерберн предположил, что отмеченное сходство между минималистичными формами танцевальной музыки и американским минимализмом могло быть случайным. Он также отмечает, что большая часть музыкальных технологий, используемых в электронной танцевальной музыке, изначально разрабатывалась для создания цикличных композиций, что может объяснить стилистическое сходство между минимал-техно и работами Райха, также использующими циклические формы.

## Стиль
Филип Шерберн предполагает, что в минимал-техно используются два специфических стилистических подхода: skeletalism и massification. По словам Шерберна, в минимал-техно, следующему стилю skeletalism, включены только основные элементы, а мелодические украшения используются только для разнообразия внутри песни. Напротив, massification — это стиль минимализма, в котором многие звуки накладываются друг на друга с течением времени, но с небольшими вариациями звуковых элементов. Влияние минималистичных стилей хаус-музыки и техно можно обнаружить не только в клубной музыке — оно становится все более заметным и в популярной музыке. По словам Шерберна, независимо от стиля, минимал-техно настолько глубоко проникает в самую суть повторения, что часто вызывает такие эпитеты, как «спартанский», «клинический», «математический» и «научный».
Средний темп трека в стиле минимал-техно составляет от 125 до 130 ударов в минуту. На раннем этапе развития минимал-техно большинство треков создавалось с использованием драм-машин Roland TR-808 или Roland TR-909. Эти инструменты продолжают применяться в жанре и в последующие десятилетия. В отличие от минимал-хауса, минимал-техно характеризуется меньшей опорой на афроамериканские музыкальные традиции и большей фокусировкой на среднечастотном диапазоне, а не на глубоких басах.

## Развитие
Многие проекты из других стран, в частности, Regis из Великобритании, Basic Channel из Берлина и Mika Vainio из Финляндии, также внесли значительный вклад в минимал-техно.
Минимал-техно обрело основную популярность в клубах с 2004 года в таких странах, как Румыния, Германия, Португалия, Япония, Франция, Бельгия, ЮАР, Нидерланды, Испания, Шри-Ланка, Италия, Ирландия и Великобритания, с диджеями из самых разных жанров, включающими различные элементы тонов. В 2003 году минимал-техно привлекло широкое коммерческое внимание, когда Кайли Миноуг использовала его звучание в своем хите «Slow».

## Представители
- Роберт Худ (англ. Robert Hood)
- Ричи Хоутин (англ. Richie Hawtin)
- Дэниэл Бэлл (англ. Daniel Bell)
- Jewelz & Sparks
- Rec Mode
- Рикардо Вильялобос (англ. Ricardo Villalobos)
- Эндрю Шульц (нем. Andrew Schulz)
- Вольфганг Фойт (нем. Wolfgang Voigt)
- Йорг Бургер (нем. Jörg Burger)
- Мо́риц фон О́свальд (нем. Moritz von Oswald)
- Пауль Калькбреннер (англ. Paul Kalkbrenner)
- Борис Брейха (англ. Boris Brejcha)

## Лейблы, специализирующиеся на минимал-техно
- M-nus (Германия)
- Traum Schallplatten (Германия)
- BPitch Control (Германия)
- Cocoon Recordings (Германия)
- Kompakt (Германия)
- Perlon (Германия)
- Clink (Германия)
- sleeparchive (Германия)
- Studio 1 (Германия)
- Tresor (Германия)
- Traum Schallplatten (Германия)
- Arpiar (Румыния)
- Plus 8 (Канада)
- Sähkö Recordings (Финляндия)
- Cost of the Recording Project (Великобритания)